# ルセッティア 〜アイテム屋さんのはじめ方〜
『ルセッティア 〜アイテム屋さんのはじめ方〜』（英題：Recettear: An Item Shop's Tale）は、日本のゲーム制作同人サークル「EasyGameStation」によるWindowsパソコン用同人ゲームソフト。

## 概要
ファンタジーロールプレイングゲーム風の世界観を舞台に、町で買い物をしたりダンジョンへ冒険に出かけてアイテムを仕入れ、それを店で販売して資金を貯め、主人公の父親が遺した借金を返済するのが目的となる。店の経営や町での買い物では主人公「ルセット」を操作し客との価格交渉などを行って経営を進める経営シミュレーションゲーム、ダンジョン探索では入る度に構造が変化するダンジョンにてルセットが雇った冒険者を操作しモンスターを倒したり宝箱からアイテムを獲得するアクションロールプレイングゲーム、と2つの側面を持つ。総数500以上に及ぶアイテム、後述する通りクリア後に現れる新ダンジョンなど、やり込み要素も多い。

## 販売
EasyGameStationオリジナル作品としては2作目に当たり、日本での頒布（発売）は2007年12月31日のコミックマーケット73にて行われ、翌2008年3月9日より同人ショップへの委託販売を開始、2009年10月29日よりDLsite.comでのダウンロード販売を開始した。さらに2010年9月10日にはCarpe Fulgurによりアメリカ合衆国のネット配信プラットフォーム「Steam」などで英語版の販売も開始した。なお、英語版は日本語との切り替えもできる。公式サイトでは、ゲーム内の最初から8日間を遊べる「体験版」をダウンロードできる。

## あらすじ
3ヶ月前に旅に出た父親を待つ少女・ルセットの家に、ある日、1人の妖精が訪れた。彼女の名は「ティア」といい、ルセットの父親に融資をしたが、彼は魔物退治に出かけて行方知れずとなったため、一人娘であるルセットに父の代わりに借金を返して欲しいと言う。突然の督促に困惑するルセットだったが、ティアは、冒険者の多い街の大通りに面する彼女の自宅でアイテム屋を開くことを提案、経営に不慣れな彼女に対し自ら補佐役を申し出た。
翌朝、ルセットは、自らの名前とパートナーとなったティアの名前から付けた「ルセッティア」という名前でアイテム屋を始める。こうしてアイテム屋の営業を始めた彼女らは、街の人々や冒険者らと知り合い、市場やダンジョン探索で仕入れたアイテムを人々に売り、借金の完済を目指す。

## 登場キャラクター
ルセット＝レモングラス
声：水月蛍
本作の主人公で、アイテム屋「ルセッティア」の店主である少女。3ヶ月前に旅立った父親を留守番しながら待っていたが、ある日突然訪れたティアから借金の返済を迫られ、彼女の提案に従い自宅でアイテム屋を経営し始めた。父親が行方不明で借金に追われる不幸な境遇でありながら、ティアをパートナーと呼んで明るく振る舞う楽天家。
ティア
声：蛍灯翔
「テルム金融」に属する妖精で、融資を受けたまま行方不明になったレモングラス氏（ルセットの父）を探してルセットの家を訪ねた。父親が不在のため一人娘の彼女に借金返済を迫るが、その手段としてレモングラス家の地の利を活かしたアイテム屋の経営をルセットに勧め、経営のサポートを行う。ゲーム序盤、ルセットを指導する形で、ゲームの進め方の案内をする。

### 冒険者
リュイ
声：栄人
駆け出しの熱血剣士。貧乏でギルド登録試験に持っていくアイテムを買えず困っていたところ、初めて「冒険者ギルド」を訪れ、冒険者の知己を求めていたルセットらに出会い、ティアの提案で「試験ダンジョンでアイテム面の援助をルセット達から受ける代わりに、ギルド登録後に得られる名刺を彼女らに渡す」ことを約束する。即ち、最初にダンジョン探索でプレイヤーの操作キャラクターとなる冒険者である。ダンジョンでは長剣を主体に戦う。
シャルム
声：蒼乃ヰ
酒好きの女盗賊。試験ダンジョンクリア後、最初に訪れるダンジョン「翡翠の道」のボスキャラクターとして登場、撃退するとルセッティアを訪れるようになり、やがて名刺をルセットに渡す。ダンジョンでは宝箱の罠を見抜く能力を持ち、罠に近づくと頭上に「!」と表示される。
カイユ
声：小鳥遊える
幼い少年魔導師。小生意気な性格で、ルセットではなくティアをルセッティアの店長だと思っている。ダンジョンでは通常攻撃は杖を振るのみだが、チャージ攻撃である「ファイアボール」など、魔法を主体に戦う。
ティエール
声：鈴木ななこ
エルフの弓使い。姉と共に町を訪れたが、はぐれてしまい、広場で迷っている時にルセットらと出会う。人見知りが激しく疑り深い一方で、甘いものが大好き。ダンジョンでは弓矢を使った遠距離攻撃で戦う。
エラン
声：土方総司
年配の男性拳闘士。神父を志し、孤児院の子供たちにも好かれる優しい性格の持ち主だが、リュイ同様に貧しい生活を営んでいる。ダンジョンでは体術を駆使して戦う。
ナギ
声：いしだまお
東方の国から来た槍使いの女性。極度の方向音痴で、さまよううちにいつの間にか迷い込んだダンジョンでルセットらと出会う。おっとりした性格で、料理上手でもある。ダンジョンではやや射程の長い槍を使って戦う。

### その他の人物
アルエット
声：いしだまお
「ビッグバシ」という大手アイテムチェーンの令嬢で、なぜかルセットをライバル視する。
プリム
声：蒼乃ヰ
「アルエットの保護者」を自称する、浅黒い肌の妖精。

## ゲームシステム

### 操作方法
このゲームの操作はキーボード、または十字キーと5つ以上ボタンを持つゲームパッドで行う。コマンドの選択やダンジョンでのキャラクターの移動は、キーボードではカーソルキー、ゲームパッドでは十字キーを使い、キーボードの「Z」キーがゲームパッドの1ボタン、「X」キーが2ボタン、「C」キーが3ボタン、「V」キーが4ボタン、Escキーが「START」等のボタンまたは5ボタンにそれぞれ対応する。

### ゲームの目的とゲームオーバー
ゲームは、1週間毎に決められた額のお金（単位はpix）をティアに返済し、5週間（36日）後の完済を目的とする。返済額は週を追うごとに増えていき、返済日の「夜」を終えた時点で規定額を所持していなければゲームオーバーとなる。ゲームオーバーを迎えると、それまで獲得したアイテムや商人レベル・冒険者レベルを保持した状態で、2日目からゲームをやり直すことができる。ゲームの場面は後述のとおり、ルセッティアの店内、町、ダンジョンでそれぞれ異なる演出で進められる。

#### コマ（時間）
ゲームは1日を「朝」「昼」「夕」「夜」と4つの「コマ」に分け、町でアイテムの仕入れ、ダンジョン探索、店でのアイテム販売などでコマを消費しながら進行する。現在の時間は、画面左上の時計に表示される。コマは、店内画面で店を開けたり、町画面で施設を訪れたり、ダンジョン探索を行うことにより進む（消費される）が、それら動作に際しては、何コマ消費するかが時計部分に表示される。町画面には、現在のコマによっては利用できない場所もある（町節参照）。

#### ニュース速報
ゲーム中、画面上方にテロップ風の「ニュース速報」が流れることがある。これは、店内画面ではアイテムの価格が上下するイベントに関して、ダンジョン画面では戦闘が有利・不利になるイベントについて告知するものである。速報は1度だけ右から左へ流れて短時間で消えてしまうが、アイテムの価格に関するイベントは後述するティアコマンドでも確認できる。

### 店内
ゲームの基本画面でありルセットとティアが経営するアイテム屋の店内は、3DCG上にドットキャラクターを配して表現される。この画面では「開店」しない限りはルセットを操作して店内を自由に動かすことができ、陳列や店内の移動を繰り返してもコマ（時間）は進まない。また、この画面では4ボタンを押すと視点が2段階に変化する。
店内では、ルセットを商品棚の前に立たせ棚が明るく表示されたら1ボタンを押すと商品を陳列できる。現在保有するアイテムから「短剣」や「食品」など種別を左右で切り替え、選択して決定すると商品を棚に配置する。棚に既に商品があった場合、新しく選んだ商品と入れ替わる。また、既に商品のある棚で「なし」を選択すると商品を撤去できる。なお、既に商品がある棚の前に立つと商品名がフキダシ表示されるが、このとき3ボタンを押すと、その商品の説明・標準価格・最低/最高販売価格・武器防具ならばそれを装備可能な冒険者といった、その商品の詳細を見ることができる。陳列に際しては、窓際に面した棚に置いた商品には輝くような表現がなされ、そこに置かれた商品によって集客効果が変わる。

#### 開店と売買
ルセットをカウンターに移動させ、頭上に「!」とフキダシが出たときに1ボタンを押して「お店を開く」を選べば、ルセットがカウンターに着席して店を開け、客が来店する。一通りの客が買い物を終えると再び店を閉め、時間が1コマ進む。
客との売買では、まずルセットと客が大きく表示され、中央上に客の購入/売却希望商品と「標準的な価格」が提示され、その下に販売/買取価格を設定する枠が表示される。価格は左右で桁を移動し上下で額を増減する。「標準的な価格」はアイテム固有の基本価格で、販売/買取価格を増減すると標準的な価格に対する増減割合も表示される。価格を設定し「オッケー!」を選んで提示した金額に客が納得すれば販売/買取成立、しなければ不成立が決まる。但し、不成立でも客が直ちに去らず値切ったときは、価格を再提示できる。なお、序盤はアイテムの販売のみ可能であり、買取は商人レベル2以上から可能となる。
店を開けているとルセットらと知り合った冒険者も売買に訪れるが、彼らそれぞれに装備可能な武器防具を販売すると、次回以降ダンジョン探索に彼/彼女を指名したとき、購入した武器防具を初期装備として登場する。

#### ティアコマンド
店内を動き回るティアに近づき、ルセットが「ティア」とフキダシを出したときに決定すると、「ティア」コマンドを呼び出し、以下のような情報を見たり、練習をすることができる。
お店の雰囲気を教えて上下左右にそれぞれ聖・魔・派手・地味を分けた十字のダイアグラムを表示し、現時点のルセッティアがどのような性向かを示す。性向は棚に陳列した商品や改装の仕方により変化し、来店する客（冒険者）などに影響する。
商人レベルルセットの現在の商人レベルや、次のレベルで何ができるかを確認できる。
ティアのレクチャーアイテム売買などの練習をする。アイテム販売については第1日目に、商人レベルの上昇に伴い追加される売買（買取、予約注文など）はレベルが上がった直後にそれぞれ練習する機会があるが、それを任意に再び実行するコマンド。
ニュース最近流れた「ニュース速報」の内容を確認できる。
予約注文現在受けている予約注文の内容を確認できる。
時間について上述の「コマ」についての説明を受ける（第2日目における説明と同様）。

#### 商人レベル
ルセットは、客との取引を成功させることにより経験値を溜め、左下にグラフ表示されるそれが一定量に達すると「商人レベル」が上がる。商人レベルが上がると、以下の様に業務内容や様々な上限が拡大される。「合成」など一部は、さらに商人レベルを上げると内容が高度なものに変化する。
買取客からアイテムを買い取ることができる。
注文売り客が希望商品を「分類」で注文し（例；「食品が欲しい」など）、それに応じて在庫を含む保有アイテムから選んで販売できる。
ランクアップ市場や商人ギルドで、より価値の高いアイテムを仕入れられるようになる。
合成商人ギルドで「素材」アイテムを組み合わせて新しいアイテムを作り出すことができる。
壁紙/床板/絨毯/棚の変更それぞれ対応するアイテムを所有している場合に店内のデザインを変更できる。これらは「お店を開く」と同様、ルセットをカウンターに移動させ頭上に「!」のフキダシが出たときに1ボタンを押すとメニュー表示される。
予約注文売り注文売り同様に注文を受け、一定期間後までに用意して売ることができる。
棚の移動商品棚を自由に移動できる。
増築店を拡張できる。
自販機の設置商品棚に自動販売機を設置し、商品を交渉せずに標準価格（100％）で販売できる。
アイテム数増加ダンジョンで戦闘不能となった場合に持ち帰れるアイテムの数が増える。
所持アイテム増加ダンジョンに持ち込み、持ち運べるアイテム数の上限が増える。
冒険者依頼料半額冒険者を雇用するときの費用が半額になる。

### 町
店内で店の扉に近づき、ルセットの頭上に「Go!」のフキダシが出たとき1ボタンを押すと町へ出かけることができる。町画面では地図上の施設を選ぶとそこへ行き、買い物やイベントを実行できる。町での行動では、「冒険者ギルド」からダンジョン探索に赴くと2コマ、その他の施設は同時に幾つ訪れても1コマ、他の施設から冒険者ギルドへ行きダンジョン探索を行うと3コマの時間をそれぞれ消費し、何もせずにアイテム屋「ルセッティア」へ戻る場合は時間を消費しない。
アイテム屋「ルセッティア」ルセットとティアの拠点となる店であり、自宅。
商人ギルドアイテムを仕入れたり、「話を聞く」とゲーム上の取引についての説明を読むこともできる。
広場人々が集まる場所であり、冒険者や街の人々との会話イベントが起きる。
市場食品や日用品を仕入れることができる。「夜」には利用できない。
酒場広場同様に人々が集まり、会話イベントが発生する。「夕方」と「夜」にのみ利用できる。
教会広場や酒場と同様に会話イベントが発生する。「夜」には利用できない。
冒険者ギルド冒険者を雇い、ダンジョン探索に出ることができる。「夜」には利用できず、週1日の定休日がある。

### ダンジョン探索
町画面から冒険者ギルドへ行くと、冒険者を雇ってダンジョン探索へ赴くことができる。但し、雇えるのはルセットがイベントなどで予め知り合い「名刺」を受け取ったことのある冒険者に限られる。また、冒険者のレベルに応じた依頼料が必要である。

#### 冒険者ギルド
冒険者ギルドでは、冒険者を選ぶ他に、所有するアイテムの中からダンジョンへ持っていくものを選ぶことができる。回復アイテムのほか、武器防具を持って行ってダンジョン内で冒険者に装備させることもでき、この際には所持品の中から自動的に「最強装備」を選ばせることもできる。所持できるアイテムは持っていくものとダンジョンで拾うものを併せた上限（初期上限は15個）があるが、上述の商人レベルを一定以上に上げれば上限も増える。

#### ダンジョン
ダンジョンは店内と同様、3DCGの舞台にドットキャラクターを配して表現され、プレイヤーは冒険者を操作する。ルセットとティアも冒険者に追随するが、彼女らは戦闘に参加せずモンスターからの攻撃も受けない（ティアの説明によると、彼女らは「結界」によってモンスターから姿が見えない代わりに、結界の外への干渉もできない）。いずれのダンジョンも入る度に階の構造が変化し、その階のどこかにある魔法陣から次の階へ進みながら、最終階に出現する「帰還の扉」から出ればダンジョンクリアとなる。
冒険者のヒットポイントが尽きて倒されると探索を打ち切り、強制帰還となる。この際、所持アイテム（探索開始時に持ち込んだものとダンジョン内で得たもの）の中から持ち帰ることができるのは1つだけで、他のアイテムは全て失われる。探索失敗時に持ち帰るアイテム数は、商人レベルを一定まで上げれば増える。
ダンジョンの同一階に長時間留まり続けると、いわゆる永久パターン防止として、火の玉の姿をした「ウィル・オ・ウィスプ」が出現する。これはその階に出現する他のモンスターよりも遙かに強力で倒しにくい敵である。
ダンジョンは、必ず最初に挑戦するチュートリアル的な「試験ダンジョン」のほか、条件を満たすと「翡翠の道」「琥珀の庭」「黒曜の塔」の3つが初回プレイ時に出現する。

##### 帰還の扉
帰還の扉は、床から唐突に出現する赤い色の扉で、最初の「試験ダンジョン」以外のダンジョンでは5階毎に出現するボスモンスターを倒すと現れる。このとき帰還するか続けて上の階を目指すかは任意である。一度でも帰還の扉を出現させた階のあるダンジョンは、次に挑む際に扉を出現させた上の階から探索を開始できる。

#### 冒険者
冒険者の状態は、画面左下にまとめて表示され、冒険者の顔グラフィックの右に選択中のスキル（技）アイコン、スキルアイコンを囲む形で上に緑色のHP、下に青色のSP（スキルポイント）を示すグラフが配置され、顔グラフィックを丸く囲む赤いグラフが冒険者の経験値を表す。
冒険者の操作は、十字キーで移動し、1ボタンで武器による攻撃、2ボタンでスキル（技）による攻撃を行う。スキルを複数持っている場合は、3ボタンで切り替える。このほか、シャルム・エラン・ナギなどは同じ方向のキーを2回押し続けると通常より速く移動する「ダッシュ」、カイユとティエールは1ボタンを押し続けると通常とは異なる攻撃をする「チャージ」など、他のキャラクターと異なる動作もあり、それらはポーズメニュー（後述）の「ステータス」画面で1ボタンを押すと確認できる。
冒険者に倒されたモンスターは消滅すると同時に「魔法石」を落とし、それが自動的に冒険者へと集まった時点で冒険者の経験値となる。経験値が一定に達すると冒険者のレベルが上がって能力が向上し、特定レベルに達すると新しいスキルを獲得する。また、レベルが上がると同時にHPやSPも全回復する。

### ゲームクリア後
ゲームを1度クリアすると、「弱くてNEW GAME」、「強くてNEW GAME」、「SURVIVAL MODE」、「エンドレスモード」の4つのモードが解放される。
ゲームを何度クリアしたかは、セーブ画面で「LOOP」として記録される。
このうち、SURVIVAL MODEは、最終日が無く、週を追う毎に増え続ける金額をひたすら返済し続けるモードであり、初期状態で始める「弱くてサバイバル」、クリアデータを引き継ぐ「強くてサバイバル」の2種類がある。なお、このモードではイベントが発生しないため、「プラチナ名刺」を持つ冒険者しか雇えない。
エンドレスモードはクリアデータを読み込む形でプレイすることができ、借金の無い状態でゲームを続けられる。
また、ゲームクリア時に、そのプレイで最も多く雇われた冒険者の「プラチナ名刺」を獲得できる。これがある冒険者は、「強くてNEW GAME」で最初から雇うことができる（その冒険者に関わるイベントは省略されない）。また、「SURVIVAL MODE」ではイベントが起きないため、プラチナ名刺のある冒険者しか雇えない。

#### 追加ダンジョン
「エンドレスモード」に、100階から成る新ダンジョン「瑠璃の遺跡」が追加される。瑠璃の遺跡の最上階へ達すると、さらに最終ダンジョン「水晶の悪夢」が追加される。水晶の悪夢の31階以上では、これまでのダンジョンに登場したボスモンスターばかりが登場する「ボスラッシュ」となる。

## 反響

### 売り上げ
全体の売り上げは明らかでないものの、DLsite.comのHome（一般向け作品）年間売上ランキングでは2009年に第14位、2010年に第3位を記録、同サイトでは「RPG作品特集」8本中の1本にも上げられた。
海外メディアからも高い評価を得て、日本の同人ゲームソフトとしては初めて発売されたSteamでも、発売後4週間で2万6000本、2010年末までの集計では年末セールの影響もあって10万本以上の売り上げを記録したという。加えて、Game Developers Conferenceに関連して催されるIndependent Games Festivalに2011年度エントリー作品の1つとして出展された。

## 評価
窓の杜の芹澤 正芳は、本作のほのぼのとした雰囲気を評価している一方、ダンジョン内の戦闘が単調だとしている。
4Gamer.netのgingerはやりこみ要素の高さを評価している。